# Eriospermum
Eriospermum is een geslacht uit de aspergefamilie. De soorten komen voor in Sub-Saharisch Afrika.

## Enkele soorten
- Eriospermum abyssinicum
- Eriospermum albanense
- Eriospermum albucoides
- Eriospermum alcicorne
- Eriospermum algiferum
- Eriospermum andongense